# Östers IF

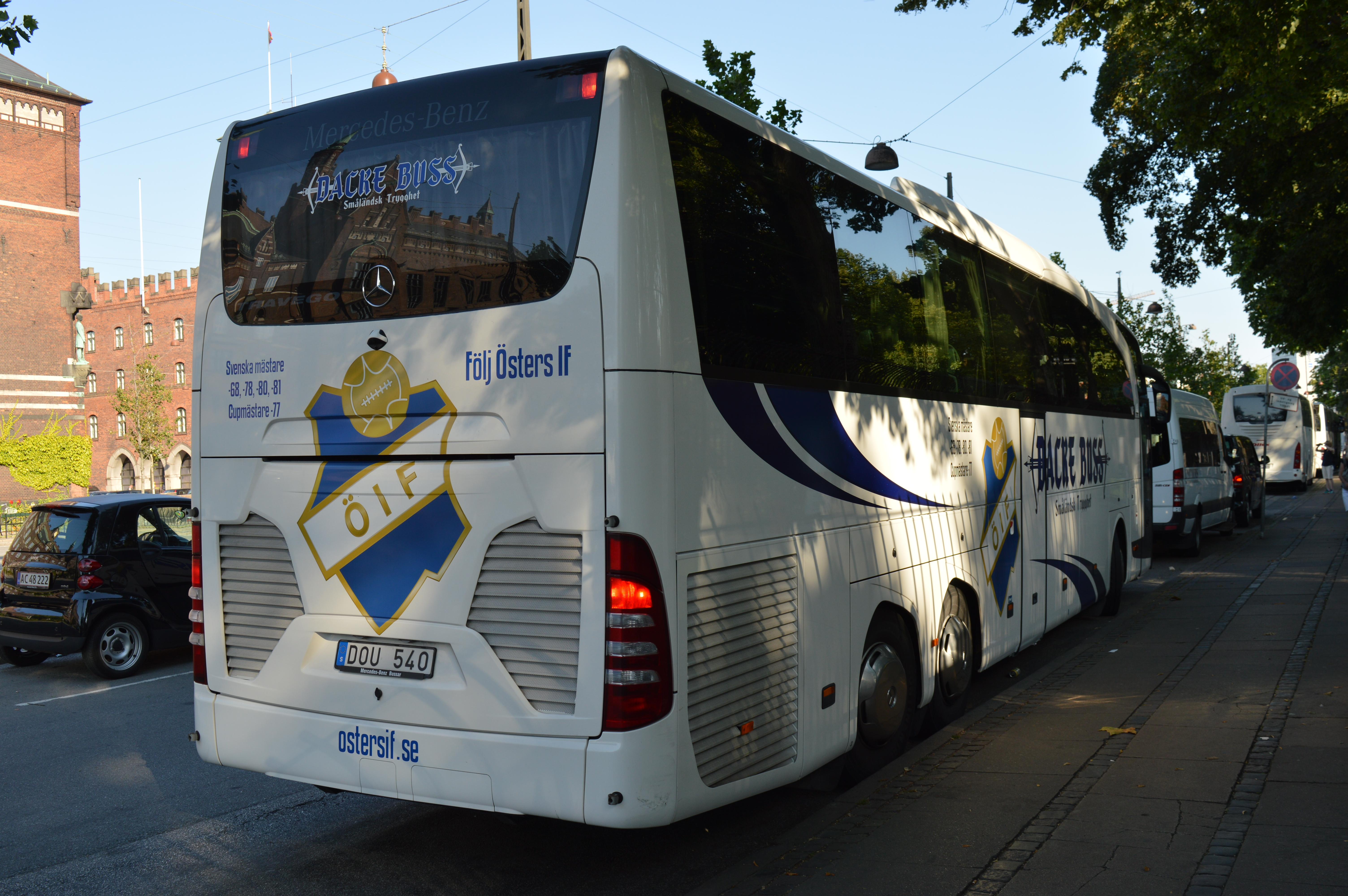
Escut de l'equip de futbol en un autocar suec.

L'Östers IF és un club de futbol suec de la ciutat de Växjö.

## Història
El club va ser fundat el 20 d'abril de 1930 amb el nom d'Östers Fotbollförening.

## Jugadors destacats
- D.J. Countess
- Björn Andersson
- Inge Ejderstedt
- Anders Linderoth
- Jan "Lill-Damma" Mattsson
- Teitur Þórðarson
- Thomas Ravelli
- Stig Svensson
- Tommy Svensson
- Mark Watson
- Peter Wibrån
- Joachim Björklund
- Paul McLoughlin (1985-86)

## Palmarès
- Campionat suec de futbol (4): 1968, 1978, 1980, 1981
- Allsvenskan (4): 1968, 1978, 1980, 1981
- Svenska Cupen (1): 1976–77